# Iacopo Bussolari
Jacopo o Iacopo Bussolari (segle XIV) fou un religiós italià del de l'orde de Sant Agustí que es dedicà a la predicació distingint-se per la seva fogosa eloqüència.
Enviat pels seus superiors a Pavia el 1356 per a predicar la quaresma, ben aviat exercí gran influència vers el poble d'aquella ciutat. Monjo i patriota a la vegada, predicà contra la corrupció de costums i contra la covarda resignació d'aquells habitants, que semblaven disposats a acceptar el domini dels Visconti de Milà. Les seves prèdiques amotinaren al poble, i encapçalant-los (27 de maig de 1356) atacà els reductes del milanesos i els obligà a aixecar el setge de Pavia, continuant després les seves prèdiques reformistes i fent-se amo de la ciutat.
Els Beccaria que veien minvat el seu poder per la influència cada dia creixent de l'agustí i eren odiats pel poble a causa dels seus vicis i maldestres maniobres, no gosant a combatre-la cara a cara, intentaren assassinar-lo, però fracassats els seus intents criminals, el poble els foragità de la població. Llavors acudiren els Visconti els quals facilitaren tropes per a reconquerir la vila; tres mesos durà el setge fent-se prodigis de valor els assetjats al capdavant dels quals figurava Bussolari, que es multiplicava acudint als llocs de més gran perill per a refusar els atacs dels assaltants, fins que per a fi mancats de queviures i exhaustes les forces dels assetjats després de tant llarga resistència, hagueren de capitular (1359).
Joan Galeàs Visconti manà empresonar al valerós frare en el calabós d'un convent de Vercelli, on acabà els seus dies, el 1359, sense haver recobrat la llibertat.